# Te Anau (miasto)

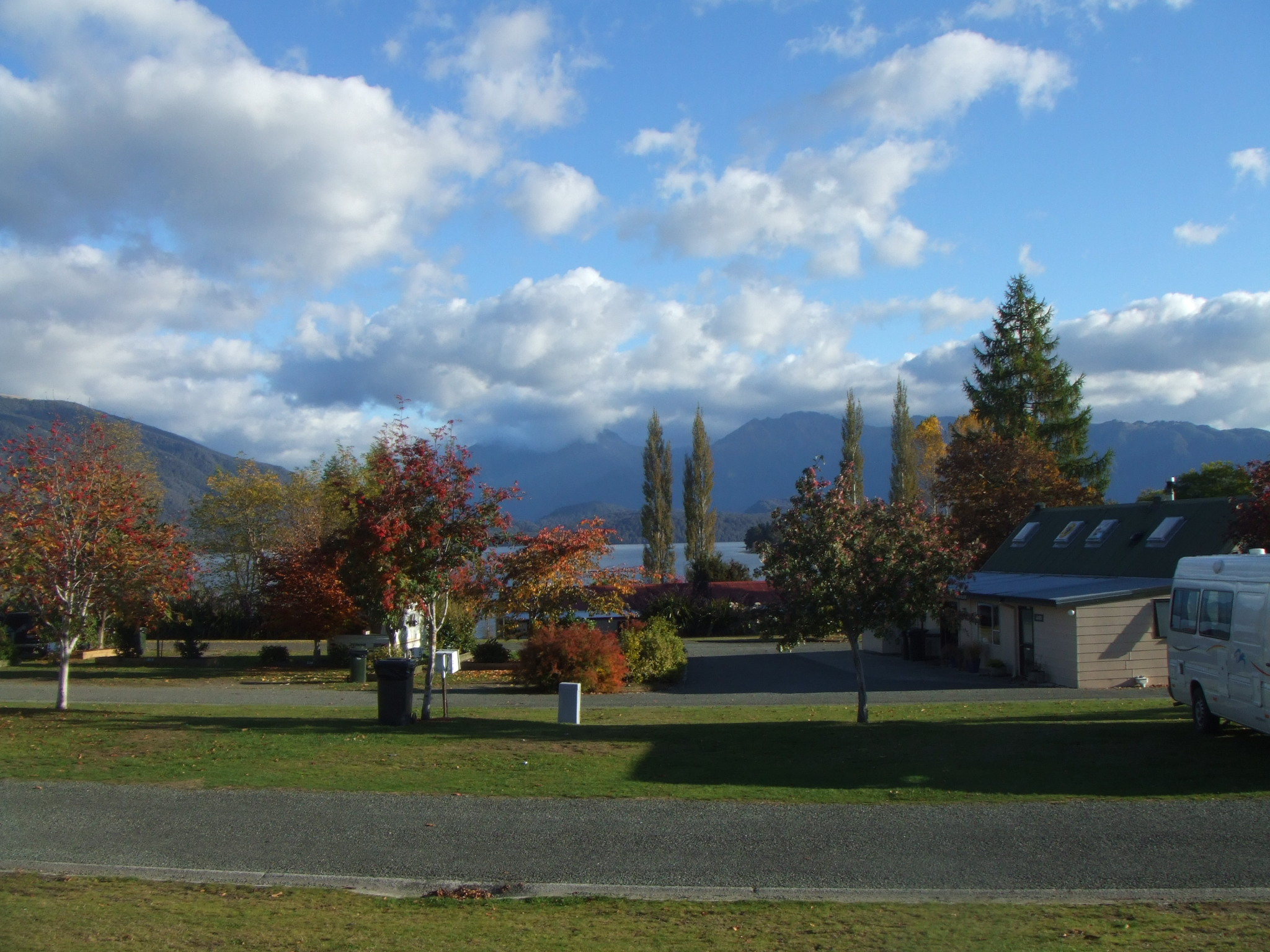
Jesień w Te Anau

Te Anau – miasto w Nowej Zelandii, na Wyspy Południowej, w prowincji Southland. Położone na wschodnim wybrzeżu jeziora  Te Anau. Około 2 tys. mieszkańców. W Te Anau znajduje się siedziba Fiordland National Park.
Te Anau to popularne miejsce turystyki w Nowej Zelandii. Posiada rozwinięta bazę noclegową i infrastrukture turystyczną. Służy jako baza jednodniowych wypraw do zatoki Milford Sound i szlaku Millford – jednej z najpopularniejszych atrakcji turystycznych kraju.